# Zwemmen op de Olympische Zomerspelen 1896

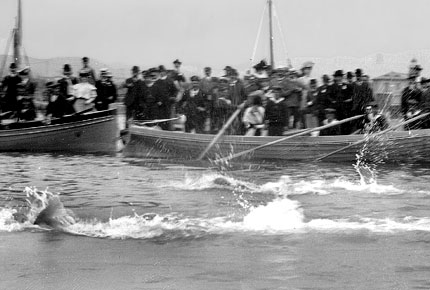
zwemmen op de Olympische Zomerspelen 1896

Zwemmen is een van de sporten die beoefend werden tijdens de Olympische Zomerspelen 1896 in Athene.

## Heren

### 100 m vrije slag
| rang   | sporter              | land | tijd   |
| ------ | -------------------- | ---- | ------ |
| Goud   | Alfréd Hajós         | HUN  | 1:22.1 |
| Zilver | Otto Herschmann      | AUT  | 1:22.8 |
| 3-6    | Georgios Anninos     | GRE  |        |
| 3-6    | Efstathios Chorophas | GRE  |        |
| 3-6    | Alexandros Khrisafos | GRE  |        |
| 3-6    | Gardner Williams     | USA  |        |

### 500 m vrije slag
| rang   | sporter              | land | tijd   |
| ------ | -------------------- | ---- | ------ |
| Goud   | Paul Neumann         | AUT  | 8:12.6 |
| Zilver | Antonios Pepanos     | GRE  | 9:57.6 |
| Brons  | Efstathios Chorophas | GRE  |        |

### 1200 m vrije slag
| rang   | sporter              | land | tijd    |
| ------ | -------------------- | ---- | ------- |
| Goud   | Alfréd Hajós         | HUN  | 18:22.2 |
| Zilver | Joannis Andreou      | GRE  | 21:03.4 |
| Brons  | Efstathios Chorophas | GRE  |         |
| 4-5    | N. Kartavas          | GRE  |         |
| 4-5    | Gardner Williams     | USA  |         |
| —      | Paul Neumann         | AUT  | DNF     |

### 100 m vrije slag matrozen
| rang   | sporter           | land | tijd   |
| ------ | ----------------- | ---- | ------ |
| Goud   | Ioannis Malokinis | GRE  | 2:20.4 |
| Zilver | Spiridon Chasapis | GRE  |        |
| Brons  | Dimitrios Drivas  | GRE  |        |

## Medaillespiegel
| rang   | land        | goud | zilver | brons | totaal |
| ------ | ----------- | ---- | ------ | ----- | ------ |
| 1      | Hongarije   | 2    | 0      | 0     | 2      |
| 2      | Griekenland | 1    | 3      | 3     | 7      |
| 3      | Oostenrijk  | 1    | 1      | 0     | 2      |
| totaal | totaal      | 4    | 4      | 3     | 11     |